# Bill Bonthron
William "Bill" Bonthron, född 1 november 1912, död 17 januari 1983, var en amerikansk medeldistanslöpare.
Han blev 1933, som student vid Princetonuniversitetet, tvåa i loppet Princeton–Mile efter Jack Lovelock, Nya Zeeland. Bonthrons tid 4.08,7 var nytt amerikanskt rekord på 1 mile. 1934 blev han amerikansk mästare på 1 500 meter efter en hård strid med Glenn Cunningham. Han höll 1934–1936 världsrekordet på 1 500 meter med 3.48,8.
Bonthron hade ett världsrykte som en av de bästa spurtlöpare som funnits, och var även en god taktiker. Han tävlade endast för att vinna och pressade sig inte bara för att nå en god tid. Då han inte lyckades kvalificera sig till OS i Berlin 1936 slutade han tävla, men gjorde 1938 ett försök till comeback.
Bonthron var avlägset släkt med den svenska släkten Bonthron, däribland friidrottaren Axel Bonthron.